# Eburia semipubescens
Eburia semipubescens là một loài bọ cánh cứng trong họ Cerambycidae.